# Min historia
Min historia (engelska: My Brief History) är en självbiografi som utgavs 2013 av den engelske fysikern Stephen Hawking. Boken handlar om Hawkings resa från hans barndom i efterkrigstidens London till hans år av internationell berömmelse och kändisskap.